# André Blaise Essama
André Blaise Essama, surnommé « le combattant », né le 28 avril 1976 est un activiste camerounais connu pour avoir été emprisonné à la suite de la destruction de statues et monuments des figures coloniales au Cameroun.

## Biographie

### Militantisme
André Blaise Essama a décapité la statue du général Leclerc plusieurs fois, décrivant ce dernier comme un « chef de guerre », venu « prendre de force » des Camerounais pour les enrôler dans les troupes françaises. Il souhaite que les statues de figures de la colonisation française soient remplacées par des héros nationaux et africains tels que Ruben Um Nyobè, Rudolf Douala Manga Bell, Martin-Paul Samba, Thomas Sankara ou encore Sekou Touré. Il crée en 2015 le mouvement Hoo Haa qui regroupe des sculpteurs bénévoles afin de construire de nouvelles statues.
Ses activités militantes l'ont conduit à faire de la prison pour trouble à l'ordre public,. En juillet 2020, il explique avoir été arrêté au moins 78 fois en 17 ans de militantisme. Il a parfois passé jusqu’à six mois en prison et a été sommé de payer plusieurs millions de francs CFA d’amendes (plusieurs milliers d’euros), mais bénéficie du soutien d'un réseau de sympathisants. Il s'oppose également au gouvernement de Paul Biya, qu'il perçoit comme  étant « un personnage postcolonial. Il est l’incarnation même de la Françafrique ».